# 茶谷政一家
茶谷政一家（ちゃやまさいっか）は、日本の北海道に本部を置く暴力団で、指定暴力団山口組の二次団体。北海道の暴力団「誠友会」から独立した組織で、総長は茶谷政雄（本名：茶谷正夫）。

## 来歴
2005年8月における六代目山口組の発足と同時に山口組の直系組織（二次団体）となった。

## 総長：茶谷政雄
1946年生〈昭和21年〉2月17日（79歳）。若年期には東京での暴力団員活動経験も持った。五代目山口組三代目誠友会の最高幹部であった当時の2005年8月における六代目山口組の発足と同時に山口組の直参に昇格、六代目山口組発足時のただ一人の内部昇格者であった。2008年の暮れ（11月）には福岡金光会の金光哲男会長と入れ替わる形で六代目山口組の「総本部当番責任者」の役に就任。2011年（11月）に至るまで同役を務め、翌2012年（4月）には六代目山口組の「幹部」の役に就任している。